# Всемирный совет мира

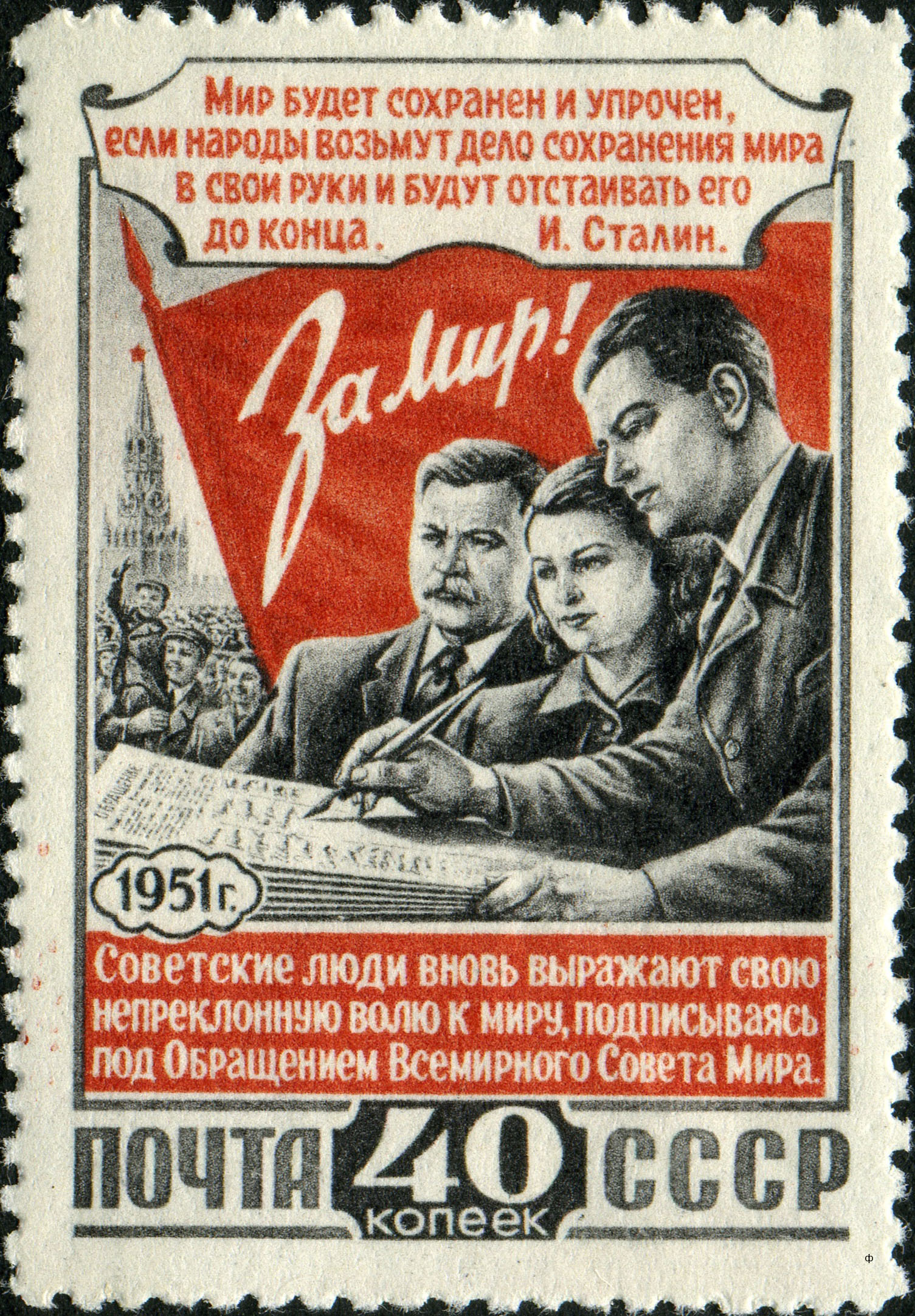
Марка СССР (1951): 3-я Всесоюзная конференция сторонников мира. Подписание обращения Всемирного совета мира

Всеми́рный сове́т ми́ра (ВСМ) — международная антиимпериалистическая и антивоенная организация, созданная в 1950 году по инициативе Советского Союза.

## История

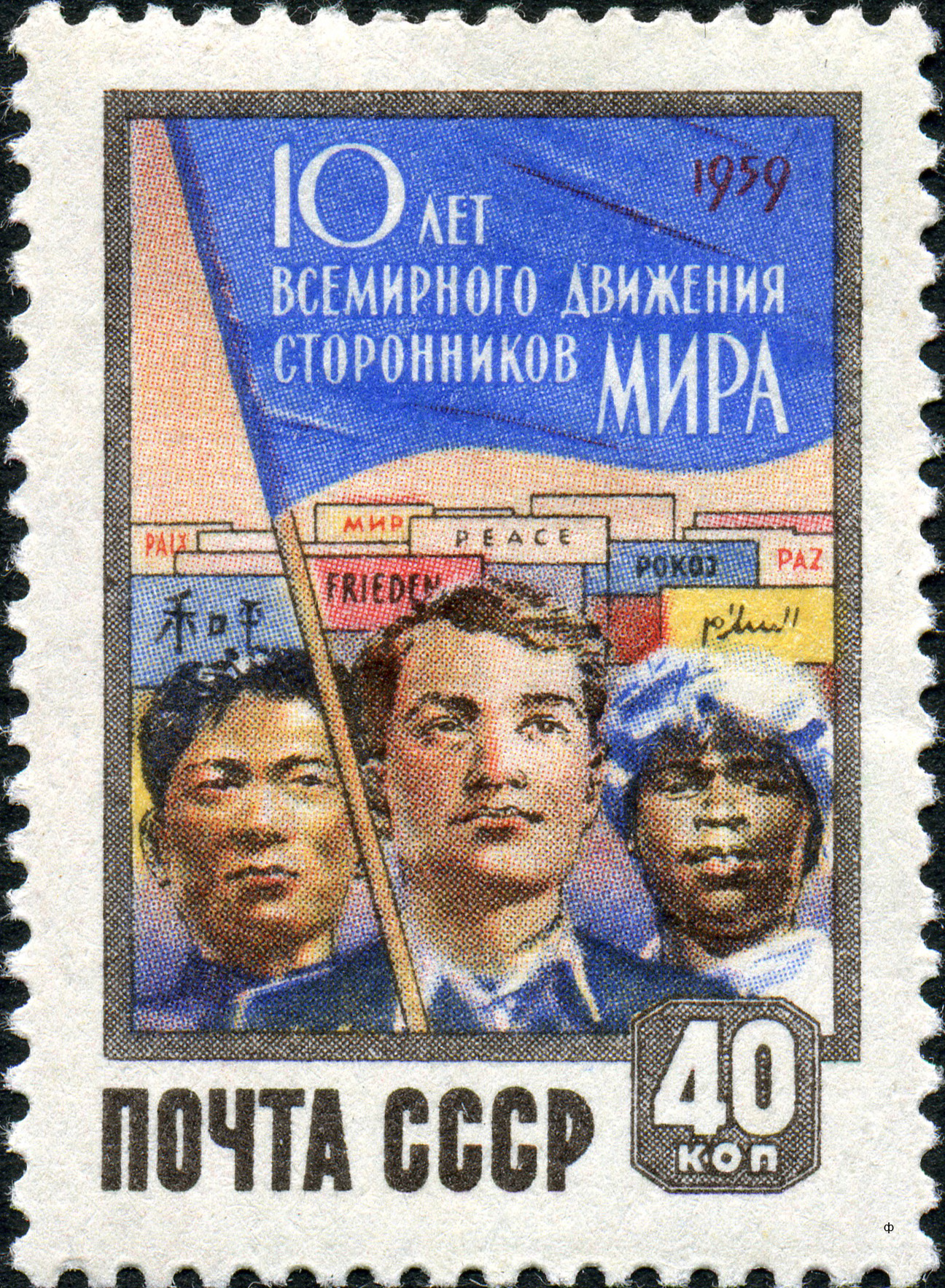
Почтовая марка СССР, 1959 год

Всемирный совет мира был образован на II Всемирном конгрессе сторонников мира в Варшаве в ноябре 1950 года, заменив существовавший с 1949 года Постоянный комитет Всемирного конгресса сторонников мира. Официально целью организации считалась координация деятельности сторонников мира из различных государств, борьба против опасности мировой войны, против империалистических агрессий, за всеобщее разоружение и национальную независимость. За выдающиеся заслуги в деле борьбы за мир ВСМ награждает отдельных лиц или организации Золотыми медалями мира имени Жолио-Кюри. ВСМ издавал журналы на ряде языков, организовывал масштабные «съезды сторонников мира».

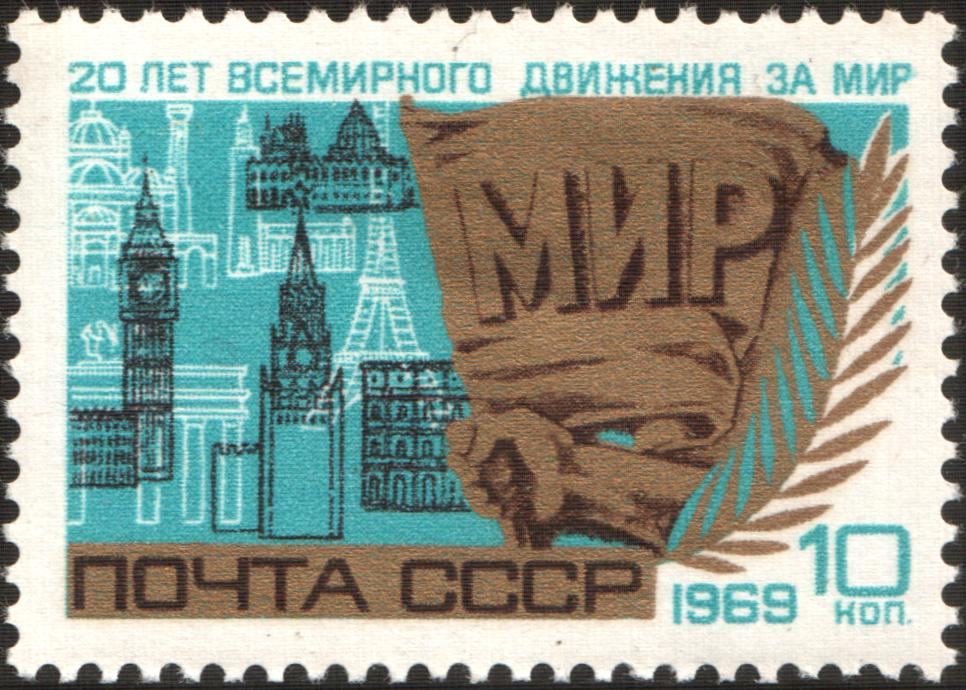
Марка СССРː Знамя со словом «мир» на фоне архитектурных сооружений. Серияː 20-летие Всемирного движения за мир

Официальные публикации ВСМ говорили, что в его состав входят «представители широких общественных кругов без различия их политических и религиозных взглядов», но руководящие должности в ВСМ занимали коммунисты и их ближайшие сторонники. С момента основания ВСМ утверждал, что является независимым движением, которое существует на взносы своих членов, обвинения в получении субсидий из СССР и других социалистических стран отвергались как «провокационные». Только в 1989 году руководство ВСМ признало, что 90 % финансовых поступлений в бюджет организации составляли перечисления из СССР (WPC, Peace Courier, 1989, № 4).
Отмечают, что движение за мир к началу 1950-х затмило Коминформ в его области деятельности; однако раскололось в 1956 году из-за советского вторжения в Венгрию.
ВСМ активно критиковал действия США, в том числе войну во Вьетнаме и американские интервенции в Латинской Америке. После советско-китайского разрыва другой постоянной мишенью критики стала КНР, представители которой официально вышли из ВСМ в 1966 году.
В начале 1971 года во Всемирный совет мира входило около 600 человек, рекомендованных национальными организациями сторонников мира, а также международными общественными организациями левой направленности — Всемирной федерацией профсоюзов, Международной демократической федерацией женщин, Международной ассоциацией юристов-демократов и других.
ВСМ проводил сессии не реже одного раза в два-три года. Руководящие органы ВСМ:
- Президиум (создан в 1959 году после смерти Ф. Жолио-Кюри — президента ВСМ в 1950—59 гг.)
- Секретариат во главе с генеральным секретарём (с 1966 года — Р. Чандра, Индия), местонахождение Секретариата — до начала 1990-х гг. — Хельсинки, в настоящее время — Афины.

В 1959—1965 годах президентом-исполнителем ВСМ был Дж. Бернал, в 1965—1969 годах — президентом-координатором Изабелла Блюм. В 1969—1970 годах президентом ВСМ был Ласаро Карденас, в 1973—1990 годах — Ромеш Чандра, с февраля 1990 года — Е. Махерас.
ВСМ издавал ежемесячные журналы «Курьер мира» на английском, французском, немецком и испанском языках и «Новые перспективы» на английском и французском языках.
Распад СССР и почти полная потеря финансирования привели к фактическому краху ВСМ. Его штаб-квартира была переведена в Грецию, и в настоящее время ВСМ является малочисленной организацией без серьёзного политического значения.
В репортаже «Правды» о первой Встрече международных демократических организаций 7—8 мая 2015 года сообщалось, что ВСМ объединяет 75 национальных организаций в 75 государствах.

## Президенты ВСМ

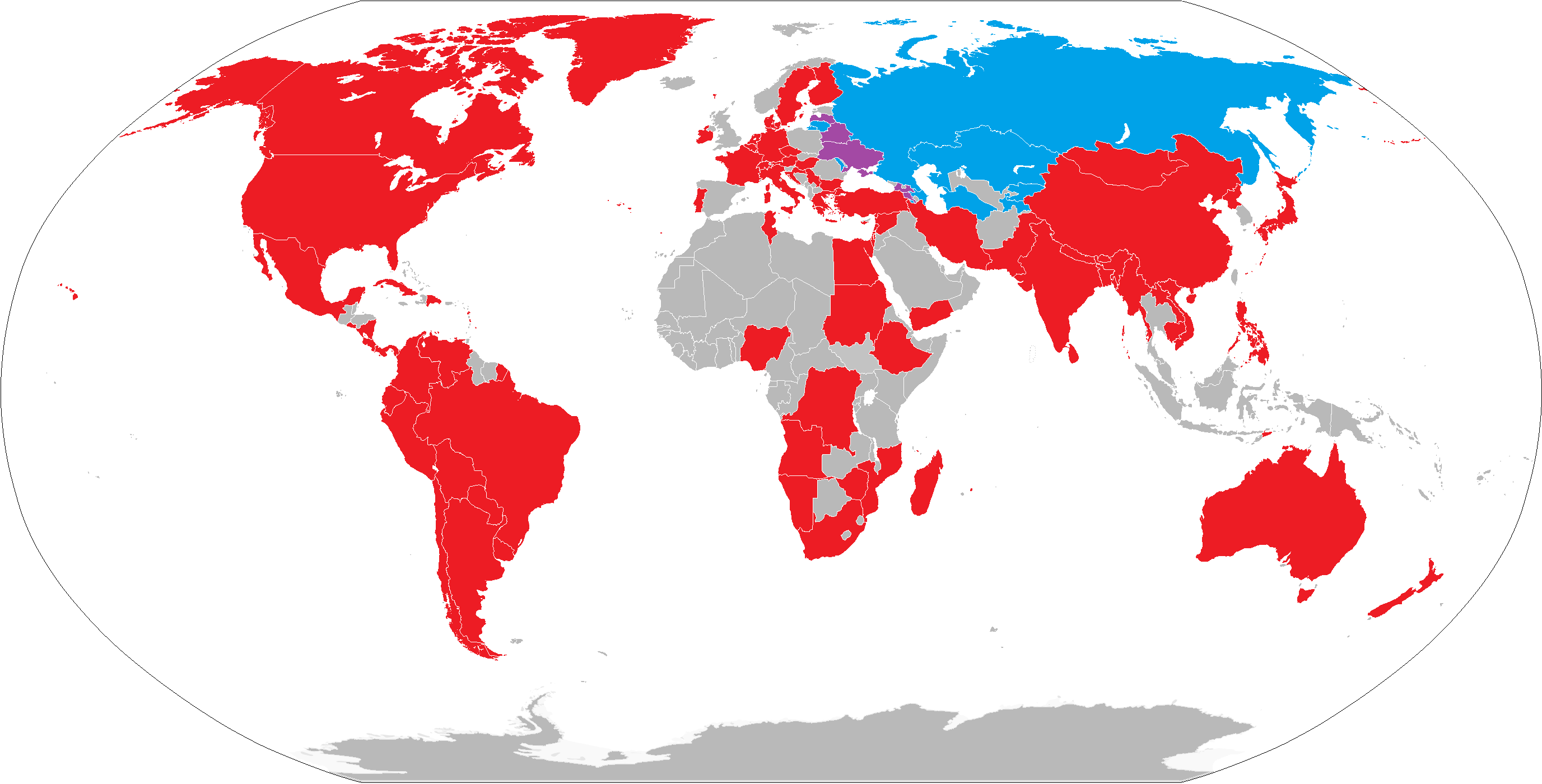
Страны, входящие в ВСМ:
филиалы ВСМ
страны с национальными комитетами
страны с филиалами и национальными комитетами

- Фредерик Жолио-Кюри (1950—1958)
- Джон Десмонд Бернал (1959—1965)
- Изабелла Блюм (1965—1969)
- Ласаро Карденас (1969—1970)
- Ромеш Чандра (Генеральный секретарь (1966—1977), президент (1977—1990))
- Евангелос Махерас (1990—1993)
- Альбертина Сисулу (1993—2002)
- Орландо Фундора Лопес (2002—2008)
- Мария ду Сокорро Гомес Коэльо (2008—2022)
- Паллаб Сенгупта (с 2022)